# Paxám

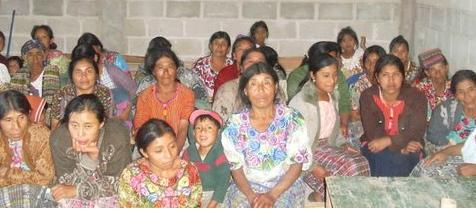
Asamblea de mujeres en el Paraje Paxám (2010)

El Paxán o Paraje Paxán, del Cantón Gualtux, municipio de Santa Lucia la Reforma, departamento de Totonicapán, en Guatemala. 
La aldea se encuentra ubicada a 1890 m s. n. m., y se caracteriza por su clima frío. Las temperaturas durante el año varían desde un mínimo de 5 grados Celsius en los meses de diciembre y enero a un máximo de 24 grados Celsius en los meses de marzo y abril, manteniendo una temperatura promedio de 19 grados Celsius.  
El 100% de los habitantes de la comunidad pertenecen a la etnia Quiché, por lo que el idioma que prevalece es el idioma quiché. Sin embargo, dentro del grupo de comunitarios se habla también el español.  La mayoría de las viviendas son de adobe y techo de lámina, aunque también se pueden observar viviendas de madera; El salón principal de la escuela está construido de block y techo de lámina.  El Paraje Paxán está conformado por 127 viviendas, esto representa un total de 762 habitantes. 
La principal actividad económica es la siembra de granos básicos como el maíz y frijol, el café, así como el trabajo asalariado como jornaleros en plantaciones de la región.

## Localización
Se localiza aproximadamente a 242 km de la ciudad capital, al llegar a la altura del paraje Cuatro Caminos en la carretera CA-1 se toma la ruta nacional hasta la Cabecera Departamental de Totonicapán  a una distancia de 12 km.  Desde la cabecera departamental hasta la cabecera municipal Santa Lucia La Reforma se realiza un recorrido de aproximadamente 35 km por camino de terracería.
- 15°07′38″N 91°14′08″O / 15.12722, -91.23556